# Trigonura chrysobathra
Trigonura chrysobathra is een vliesvleugelig insect uit de familie bronswespen (Chalcididae). De wetenschappelijke naam is voor het eerst geldig gepubliceerd in 1997 door Yang.